# Cryptocarya pachyphylla
Cryptocarya pachyphylla är en lagerväxtart som beskrevs av André Joseph Guillaume Henri Kostermans. Cryptocarya pachyphylla ingår i släktet Cryptocarya och familjen lagerväxter. Inga underarter finns listade i Catalogue of Life.